# Elaeocarpus lanipae
Elaeocarpus lanipae är en tvåhjärtbladig växtart som beskrevs av Weibel. Elaeocarpus lanipae ingår i släktet Elaeocarpus och familjen Elaeocarpaceae. Inga underarter finns listade i Catalogue of Life.